# Franz Michael von Boltenstern
Franz Michael von Boltenstern (* 2. Oktober 1657 in Wolgast als Franz Michael Bolte; † 17. Mai 1716 in Greifswald) war ein deutscher Jurist und Direktor des königlich schwedischen Hofgerichts in Greifswald.

## Leben
Er war der Sohn des Wolgaster Bürgermeisters und Hofrats Joachim Bolte, der 1675 vom schwedischen König Karl XI. mit dem Namen von Boltenstern in den Adelsstand erhoben wurde, und der Agnisa Joels. Er begann 1665 ein Studium an der Universität Greifswald und wechselte später an die Universität Tübingen. Nach dem Besuch der Universität Straßburg bereiste er Frankreich, die Niederlande und verschiedene deutsche Länder, bevor er 1681 nach Pommern zurückkehrte.
Sein Vater war inzwischen Mitglied des pommerschen Hofgerichts in Greifswald geworden. Franz Michael von Boltenstern konnte eine Anstellung als außerordentlicher Referendar erlangen und wurde 1684 zum ordentlichen Referendar ernannt. 1686 wurde er Assessor am Hofgericht und 1694 Regierungsrat. 1697 wurde er als Nachfolger des verstorbenen Gualter von Greiggenschildt zum Direktor des Hofgerichts befördert.
Karl XII. belehnte ihn 1698 mit den Gütern Altenhagen, Neu Seehagen, Sternhagen, Horst und Manschenhagen, die nach dem Aussterben der Familie von Dotenberg heimgefallen waren. Während des Großen Nordischen Krieges war er gezwungen, 1711 mit einem Teil seiner Behörde nach Stralsund umzuziehen und musste mit einem verringerten Gehalt auskommen. 1713 fand er seine Häuser in Altenhagen und Greifswald geplündert und verwüstet vor, so dass er im Hofgerichtshaus und später in einem Lazarett Unterkunft nehmen musste. Nach der Besetzung Schwedisch-Pommerns durch die Dänen 1715 lehnte er eine Zusammenarbeit mit den neuen Landesherren ab. Jedoch bat er persönlich 1716 den dänischen Generalgouverneur Franz Joachim von Dewitz, ihn in seinem Amt zu belassen. Im selben Jahr starb er.
Franz Michael von Boltenstern war seit dem 1. Dezember 1686 mit Juliana Catharina von Ehrenfels verheiratet. Der Ehe entstammten zehn Kinder. Sein Sohn Johann Franz von Boltenstern (1700–1763) wurde Richter am Hofgericht und am Obertribunal Wismar. Seine Tochter Christina Hedwig heiratete 1720 den Juristen Jakob Palthen.